# Eva Mozes Kor
Eva Mozes Kor (Porţ, 31 gennaio 1934 – Cracovia, 4 luglio 2019) è stata una saggista rumena naturalizzata statunitense sopravvissuta alla Shoah, in particolare degli esperimenti medici di Josef Mengele.

## Biografia

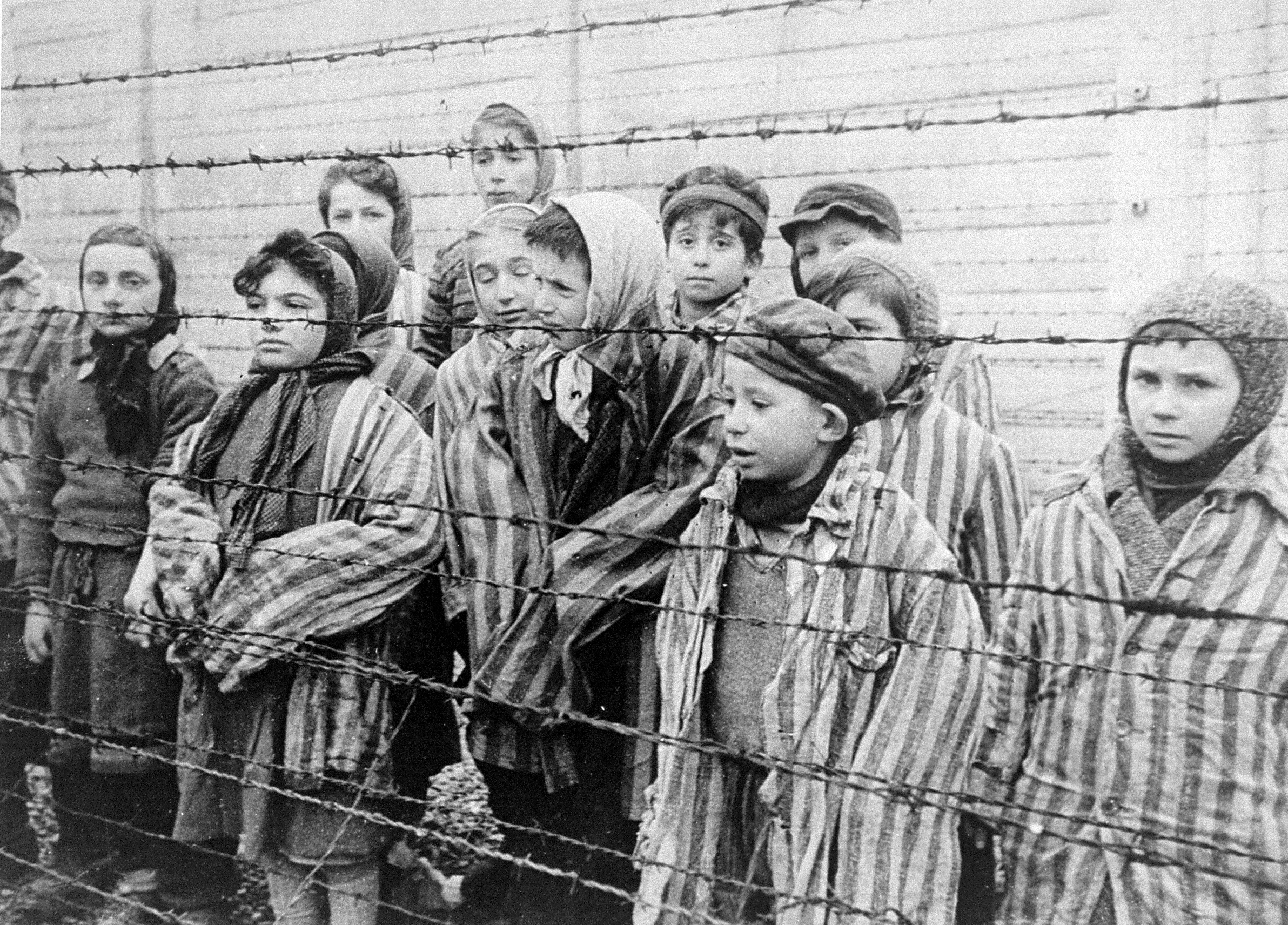
Febbraio 1945: alcuni bambini di Mengele sopravvissuti ad Auschwitz all'indomani della liberazione del campo (Eva e Miriam sono in prima fila a sinistra)

Originaria della Romania, Eva Mozes Kor fu deportata con tutta la sua famiglia ad Auschwitz nel maggio del 1944. Sulla piattaforma presente alla discesa del treno lei a la sorella gemella Miriam vennero scelte da Josef Mengele per essere usate come cavie per i suoi esperimenti: avevano allora dieci anni. I loro genitori e altre due sorelle furono invece uccisi nelle camere a gas.
Eva fu vittima di due tipi di esperimento: uno consisteva nel confrontare le dimensioni di tutte le parti del suo corpo con quelle della sorella gemella, mentre l'altro consisteva in grossi prelievi di sangue e iniezioni di natura sconosciuta; dopo le prime iniezioni, Eva si ammalò e trascorse due settimane in agonia, riprendendosi. Dopo la guarigione, gli esperimenti ricominciarono.
Le gemelle furono finalmente rilasciate dall'esercito russo quando il campo fu liberato il 12 gennaio 1945. Arrivate a 16 anni in Israele, emigrarono dieci anni dopo negli Stati Uniti. Sua sorella Miriam morì di cancro alla vescica nel 1993 a seguito degli esperimenti medici che aveva subito.

### Il perdono
Nel 1985 lei e sua sorella fondarono il Candles Holocaust Museum and Education Center per riunire e rintracciare i bambini sopravvissuti alle esperienze naziste durante la guerra; il museo si trova a Terre Haute nell'Indiana.
Avendo deciso di perdonare i nazisti, strinse la mano a Oskar Gröning, il ragioniere di Auschwitz, durante il processo a suo carico nel 2015, sebbene fosse tra le parti civili del processo; chiese che la sua condanna al carcere venisse trasformata in servizio civile da svolgere sotto forma di lezioni tenute ai più giovani. Lo stesso anno adottò Rainer Höß, il nipote di Rudolf Höß, un membro delle SS. Con l'aiuto del sito web BuzzFeed pubblicò un video in cui dichiarava di aver perdonato Josef Mengele. Eva sostenne di aver deciso di perdonare i nazisti per "neutralizzare" il potere che avrebbe potuto avere sulla sua vita.
Vissuta a Terre Haute, è morta il 4 luglio 2019 durante un viaggio annuale in Polonia organizzato dal suo museo.

## Opere
- (EN) Surviving the Angel of Death: The Story of a Mengele Twin in Auschwitz, 2009, ISBN 979-10-93176-11-6.
- (EN)  Little Eva e Miriam in prima elementare, 1994.
- Ad Auschwitz ho imparato il perdono: Una storia di liberazione Formato Kindle di Eva Mozes, Sperling & Kupfer, 2017, ISBN 9788820097271.

## Filmografia
- Forgiving Dr. Mengele, 2006.